# Oborniki Śląskie

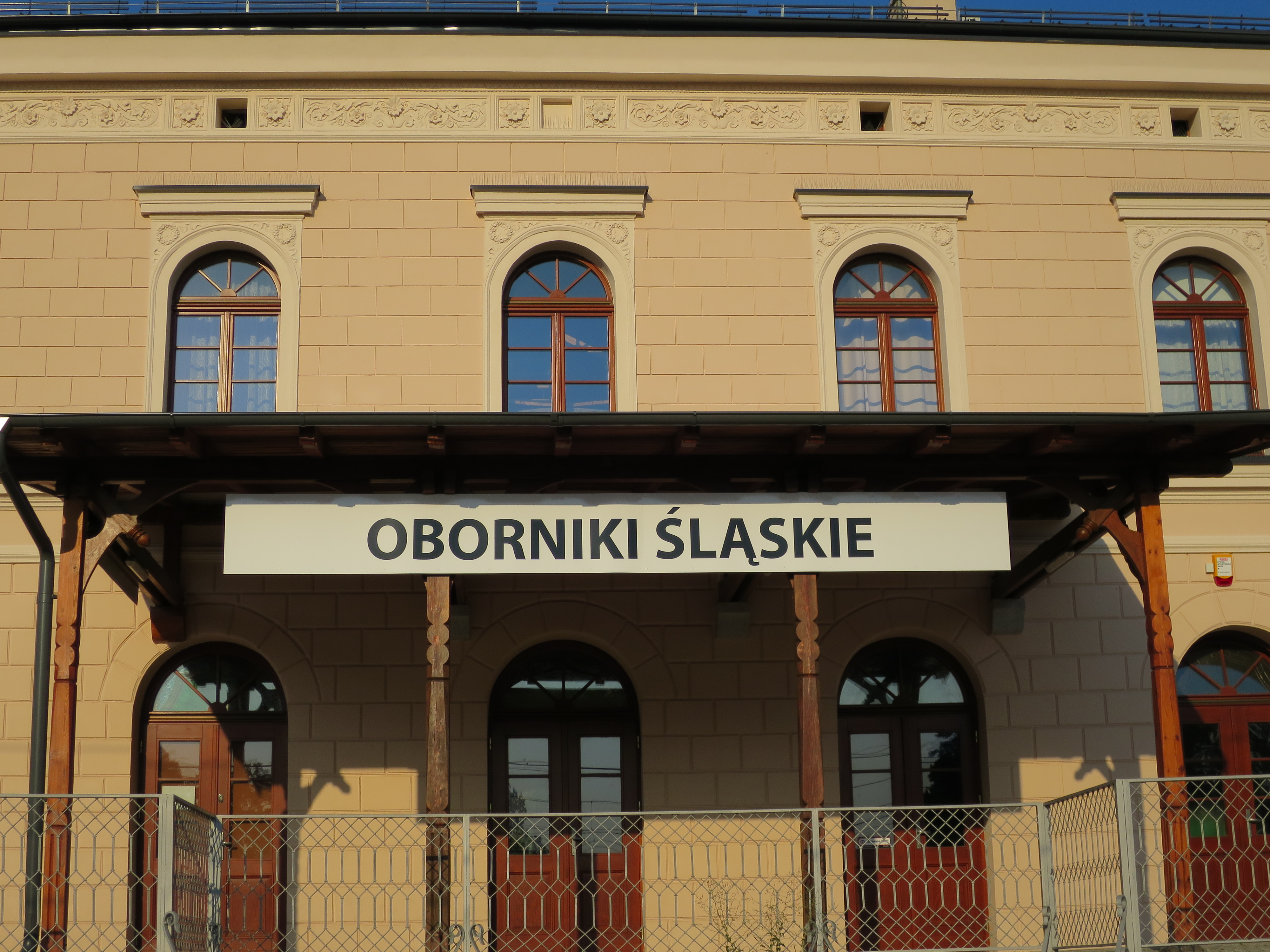
Oborniki Śląskie (dworzec kolejowy)

Oborniki Śląskie (niem. Obernigk, Bad Obernigk) – miasto w północno-wschodniej części województwa dolnośląskiego, w powiecie trzebnickim. Położone jest na skrzyżowaniu dróg wojewódzkich nr 340 i nr 342, 23 km od centrum Wrocławia i 10 km od Trzebnicy. Siedziba gminy miejsko-wiejskiej Oborniki Śląskie. Historycznie leży na Dolnym Śląsku. W latach 1975–1998 miasto administracyjnie należało do woj. wrocławskiego, obecnie jest jednym z miast aglomeracji wrocławskiej.

## Nazwa
Według niemieckiego językoznawcy Heinricha Adamy’ego nazwa miejscowości pochodzi od polskiej nazwy określającej budynek gospodarczy dla bydła – obory co pozwala przypuszczać, że mieszkańcy zajmowali się hodowlą bydła. Wywód ten uznano za oficjalną etymologię nazwy. W swoim dziele o nazwach miejscowych na Śląsku wydanym w 1888 roku we Wrocławiu jako najstarszą zanotowaną nazwę miejscowości wymienia Obora podając jej znaczenie Gehöft, Viehhof czyli po polsku „zagroda”, „obora”.
W księdze łacińskiej Liber fundationis episcopatus Vratislaviensis (pol. Księga uposażeń biskupstwa wrocławskiego) spisanej za czasów biskupa Henryka z Wierzbna w latach 1295–1305 miejscowość wymieniona jest w polskiej formie Obora.
Wzmianki te potwierdza również legenda o księżnej, która lubiła się kąpać w krowim mleku, a jej tabor znalazł tu wydajną łąkę dla mlekodajnych krów.
Polską nazwę miejscowości w formie Obornik w książce Krótki rys jeografii Szląska dla nauki początkowej wydanej w Głogówku w 1847 wymienił śląski pisarz Józef Lompa. Niemcy zgermanizowali nazwę na Obernigk, a później na Bad Obernigk w wyniku czego utraciła ona swoje pierwotne znaczenie.
Istnieją także dwie inne teorie językoznawcze wywodzące pochodzenie nazwy od położenia.
Historyk niemiecki Hugo Banke w swojej pracy Geschichte der evangelischen Kirchengemeinde Obernigk podał inny źródłosłów wywodząc nazwę od zlepka słów „O bor”, wywodzonych od słowa bór i mających wskazanie na charakter położenia osady i wskazania innych podań na temat zbierackiego charakteru utrzymania mieszkańców oraz słów „nicka” mających wskazywać na geograficzne położenie w niecce.
Inna mało popularna teoria przywołuje źródłosłowie niemieckie wskazującego na położenie wśród wzgórz – Ober (górny), co zostało uznane za mało prawdopodobne.
Na przestrzeni wieków miejscowość nosiła następujące nazwy: Obora, Obornik, Obirnig, Obernig, Obernigk, Oborniki, Oborniki Śląskie. Pominięto tutaj okres podziału na Oborniki Dolne i Górne.
Obecna nazwa została administracyjnie zatwierdzona 19 maja 1946.

## Historia miasta
Pierwsze ślady działalności człowieka na terenach dzisiejszych Obornik Śląskich i najbliższej okolicy pochodzą z mezolitu i neolitu (cmentarzysko kurhanowe i ciałopalne kultury przedłużyckiej z epoki brązu).
Początki Obornik datuje się na ok. 1300, kiedy to najprawdopodobniej powstała wieś na prawie magdeburskim. Pierwsza pisemna wzmianka o Obornikach Śląskich pochodzi z roku 1305, dotyczy ona nałożenia na wieś Obora dziesięciny dla biskupa wrocławskiego. Na początku XIV w. wieś spod władzy biskupiej przeszła w skład włości księcia oleśnickiego Konrada I.
Przez 200 lat Oborniki należały do rodziny Schaubertów. Gdy odkryto źródła słabej szczawy żelazistej Karol Wolfgang Schaubert w 1835 roku rozpoczął budowę nowoczesnego uzdrowiska w północno-zachodniej części wsi. Wykorzystywało ono położenie (las Sittenwald), malowniczy krajobraz, wody, łagodny klimat. Odtąd Oborniki zaczęły przekształcać się w miejsce wypoczynku i uzdrowisko. Oborniki często jeszcze nazywane są „zielonymi płucami Wrocławia”.
Najbardziej znaną postacią, która mieszkała i była związana z Obornikami był urodzony w 1798 roku we Wrocławiu Karl von Holtei, poeta romantyczny, pisarz i aktor. Pisał o nich w swych wierszach i pismach. Jego imieniem nazwano Liceum Ogólnokształcące w Obornikach Śląskich. Na niewielkim wzgórzu znajduje się kamień-pomnik jemu poświęcony. Wzgórze to jest częścią „Góry Holtei’a” zwanej też „Belwederem” (217 m n.p.m.) (punkt widokowy, stalowy krzyż, pozostałości kurhanu z epoki brązu) i położone jest nieopodal kolejnego najwyższego wzniesienia w mieście noszącego nazwę „Grzybek” (202 m n.p.m.) nadaną mu z powodu lokalizacji w ponad 100-ha parku krajobrazowo-wypoczynkowym „Grzybek”. W parku znajduje się Polana Siedmiu Dębów, największy dąb ma obwód 4,9m. Inne wzniesienia na obszarze miasta to między innymi Żniwna Kopa, Bekasie Wzgórze, czy najwyższe wzniesienie miasta – Obornicka Góra.
Do rozwoju uzdrowiska przyczyniło się zakładanie nowych sanatoriów:
- w 1880 r. zakład dla „chorych na nerwy i cierpiących na melancholię”.
- w latach 1906–1913 zbudowano w parku sanatorium Friedrichshohe (byłe sanatorium Szarotka przy ul. Prusickiej)
- położone w lesie sanatorium dla pacjentów z chorobami płuc Sanatorium „Leśne” (przy ul. Dunikowskiego),
- sanatoria dla chorych na cukrzycę i z dolegliwościami układu krążenia,
- przed wojną pijalnia oraz na terenie sanatorium „Leśnego” – ZOO.

W 1945 miejscowość została włączona do Polski. Jednocześnie otrzymała prawa miejskie, zaś jej urzędową nazwę ustalono na Oborniki Śląskie, dla odróżnienia od Obornik pod Poznaniem. Dotychczasową ludność miasta wysiedlono do Niemiec.
W czasie przemarszu nad Nysę Łużycką w mieście i okolicach stacjonowały oddziały 14 brygady Przeciwpancernej 2 Armii Wojska Polskiego. W 1945 roku mieścił się tu sztab 8 dywizji piechoty oraz 37 pułku artylerii lekkiej 2 Armii.
W 1970 roku odsłonięto pomnik ku czci 2 Armii Wojska Polskiego przed Urzędem Miasta i gminy.
W 2005 r. Oborniki Śląskie obchodziły 60 lat od nadania praw miejskich i 700 lat od momentu powstania miejscowości.
Stacja Oborniki Śląskie na linii kolejowej E 59: Świnoujście-Szczecin-Poznań-Wrocław-Chałupki, stanowiącej element Transeuropejskiej Sieci Transportowej (TEN).

## Zabytki

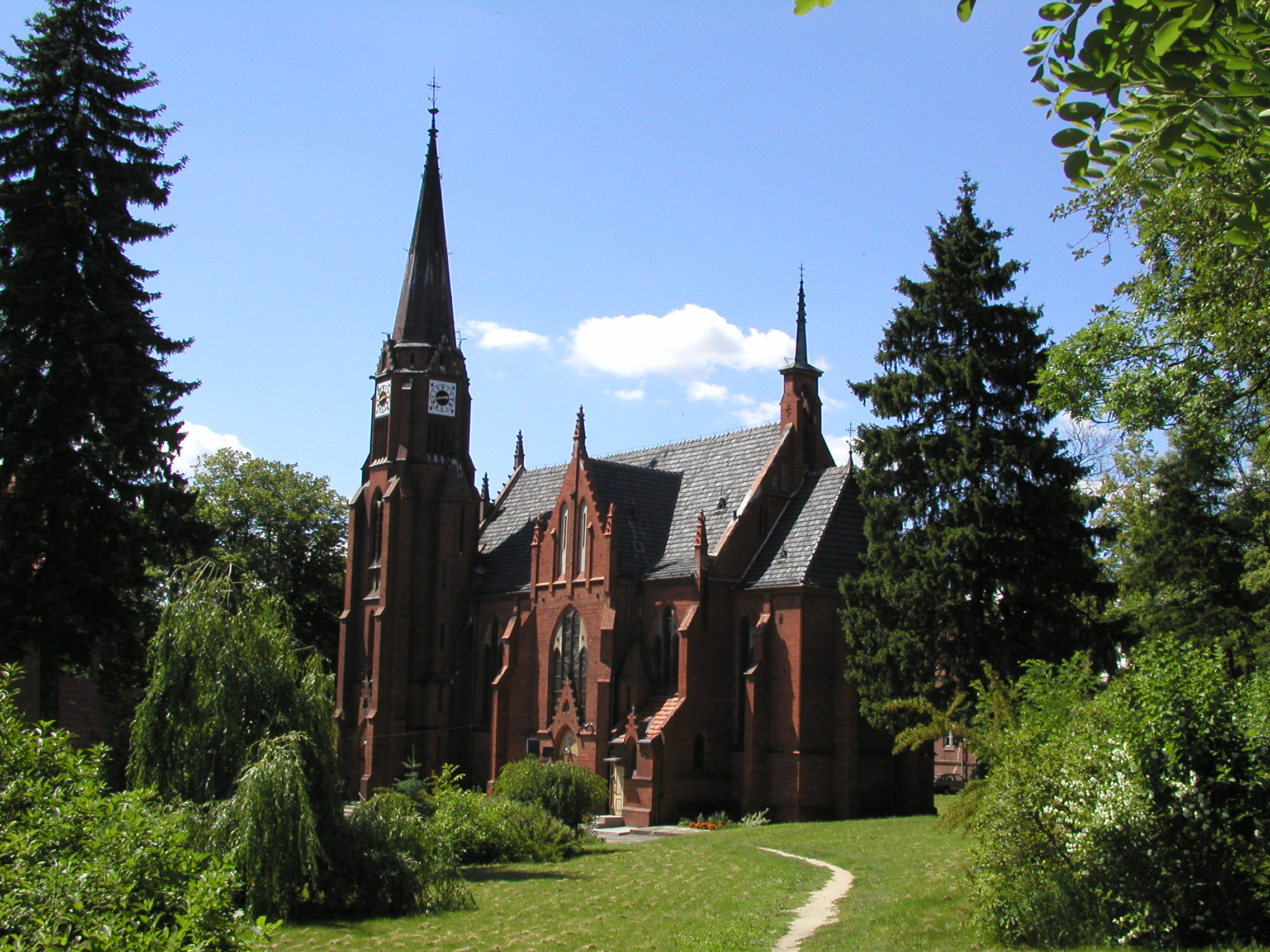
Kościół parafialny pw. Najświętszego Serca Pana Jezusa

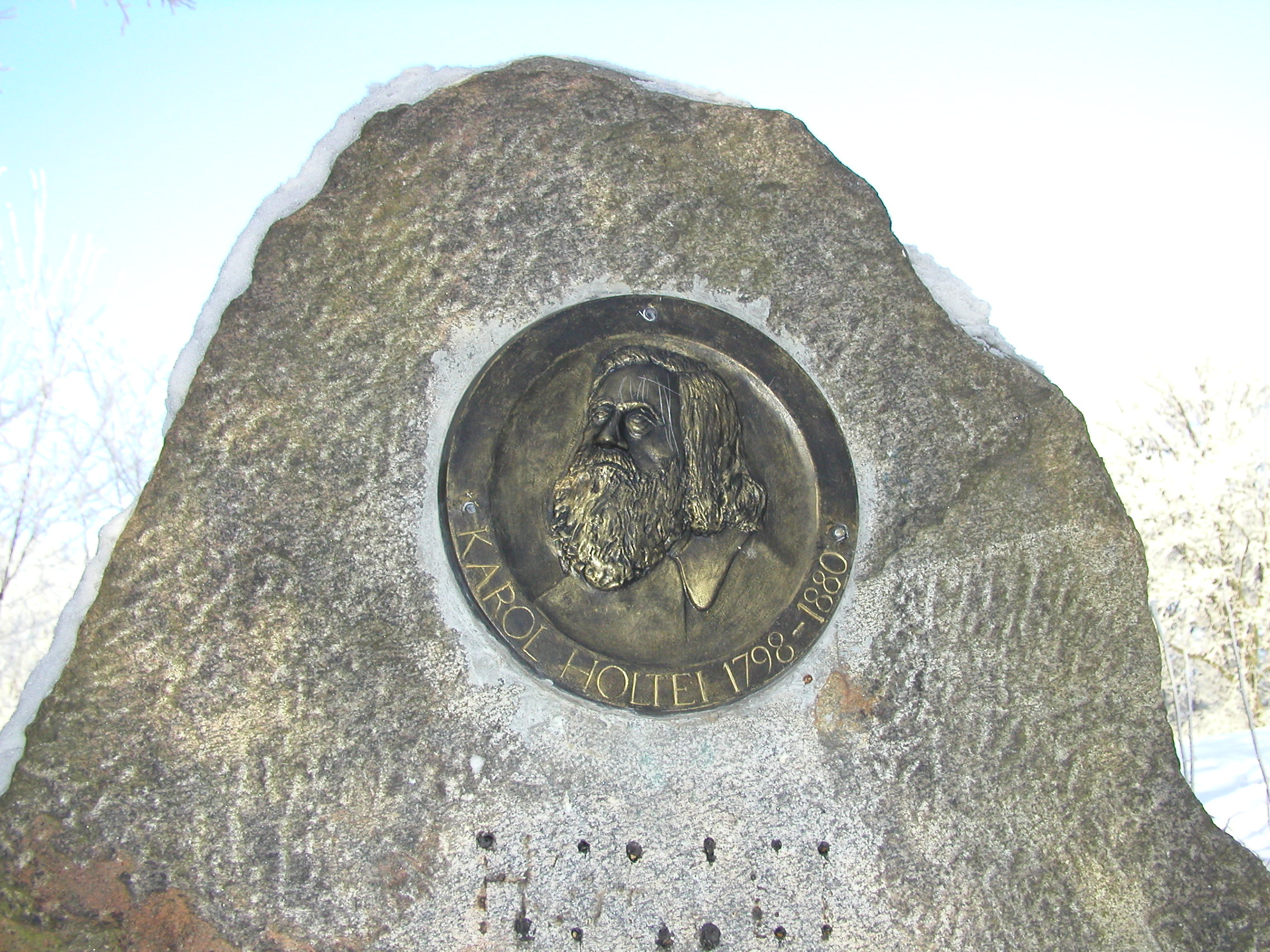
Medalion na pomniku

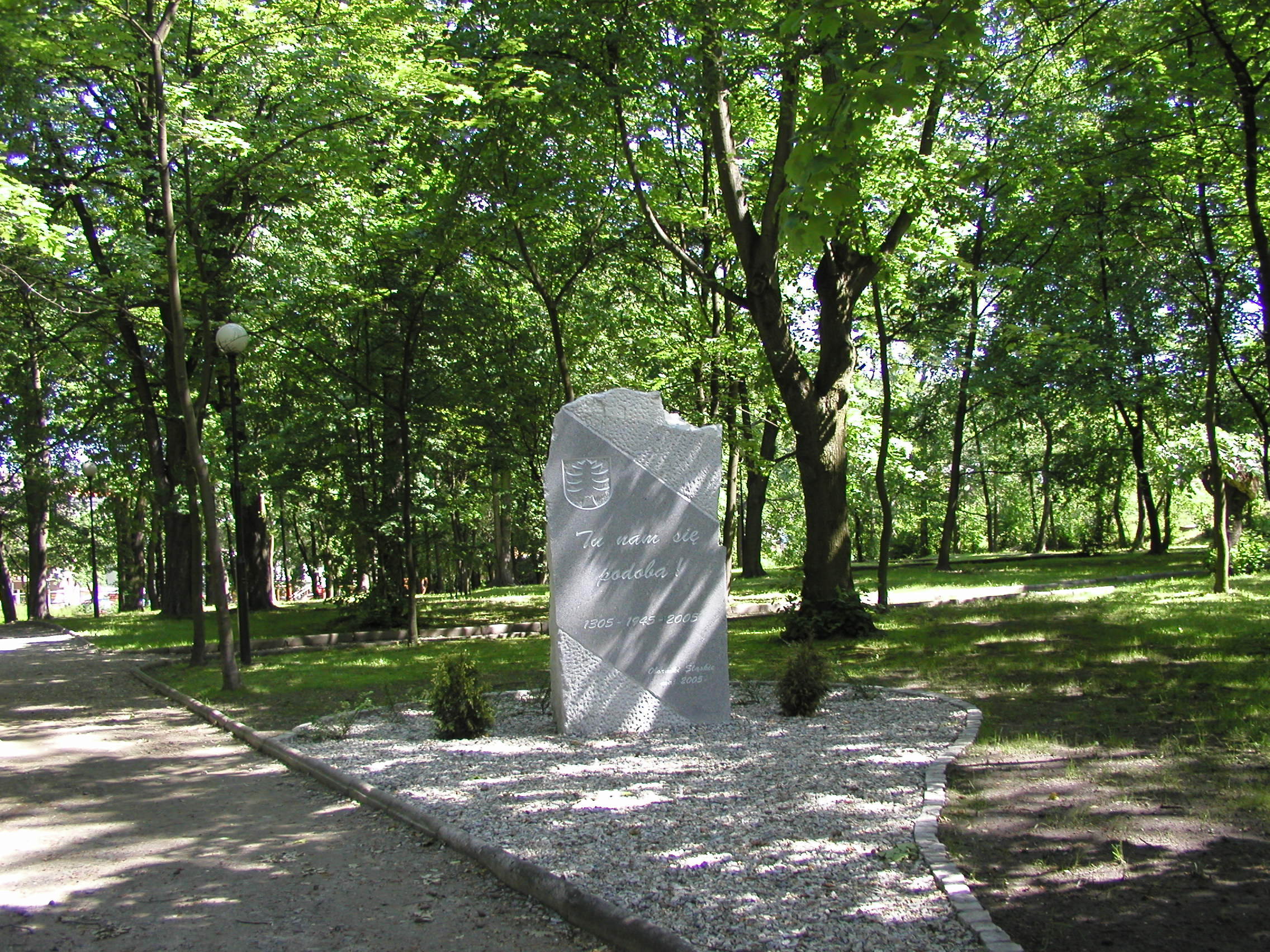
Pomnik w parku z okazji 700. powstania miejscowości i 60. lecia nadania praw miejskich

Do wojewódzkiego rejestru zabytków wpisane są:
- kościół par. pw. Najświętszego Serca Pana Jezusa, neogotycki, z l. 1898–1901, według projektu architekta Alexisa Langera
- kościół ewangelicki, ob. rzym-kat. par. pw. św. Tadeusza Judy i św. Antoniego Padewskiego z 1906 r.; według projektu architektów Richarda Gaze i Alfreda Böttchera, ul. Trzebnicka 35
- zespół sanatoryjny, zabudowa dawnego uzdrowiska, z XIX wieku, ul. Parkowa:
  - sanatorium, ob. zakład opiekuńczy, ul. Parkowa 4, z l. 1905–1910
  - sanatorium, ob. zakład opiekuńczy, ul. Parkowa 6, z 1870 r.
  - dom opieki, ob. szkoła, ul. Parkowa 8, z 1870 r.
  - dom zdrojowy, ob. dom mieszkalny, ul. Parkowa 14, z 1835 r.
  - sanatorium, ob. dom mieszkalny, ul. Parkowa 16, z 1835 r., 1870 r.
  - park zdrojowy, z l. 1835–1910
- willa z ogrodem, ul. Dworcowa 21, z XIX/XX w.

inne zabytki:
- dworzec kolejowy z XIX wieku, przebudowany, kategoria C
- dom Panien Śląskich – ul. Trzebnicka, neobarokowa willa z dachem mansardowym, gdzie do roku 1950 przebywały siostry boromeuszki z Trzebnicy, opiekujące się chorymi w obornickich sanatoriach
- poczta (Kaiserliches Postamt)
- „zamek” z XIX wieku, dawniej pałac rodu Schaubertów neogotycki w stylu angielskim, architekt: Wilhelm Grapow (projektant wrocławskiego dworca kolejowego). Po wojnie pałacyk przejęty przez PGR i zmodernizowany, z części historycznej zachowała się właściwie tylko oktagonalna wieża. Usytuowany jest przy ulicy Podzamcze.
- zabytkowy cmentarz niemiecki
- grobowce starej części cmentarza parafialnego

zabytki nieistniejące:
- stary kościół ewangelicki stał tu do 1912 r.

## Edukacja i opieka

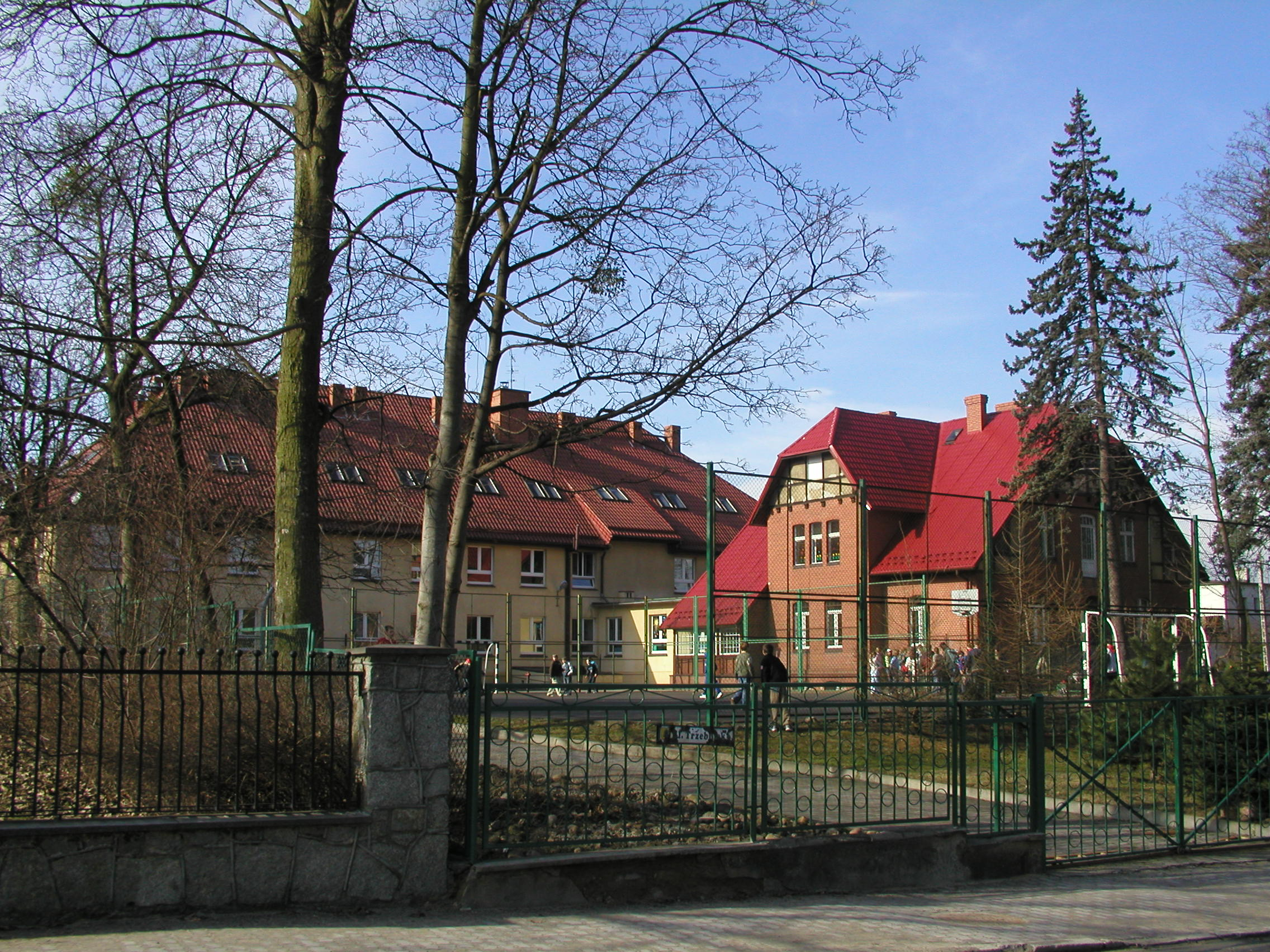
Szkoła Podstawowa nr 3

- Przedszkole (ul. Sikorskiego) oraz filia (ul. Kasztanowa)
- Żłobko-przedszkole (ul. Orkana)
- Szkoła Podstawowa nr 2 im. ppor. Józefa Krysińskiego
- Szkoła Podstawowa nr 3 imienia Jana Pawła II
- Szkoła Podstawowa nr 1 imienia Polskich Laureatów Nagrody Nobla
- Liceum Ogólnokształcące
- Zaoczne Liceum Ogólnokształcące
- Zespół Szkół Zawodowych
- Zespół Szkół Ekonomiczno-Administracyjnych
- Dom Dziecka
- Domy Pomocy Społecznej i Miejsko-Gminny Ośrodek Pomocy Społecznej
- Ośrodki Szkolenia Kierowców i Nauki Jazdy
- „Salonik Czterech Muz”
- Obornicki Ośrodek Kultury
- Biblioteka Miejska i Biblioteka Pedagogiczna
- Niepubliczna Szkoła Muzyczna (ul. Kownackiego)

## Wspólnoty wyznaniowe
- Kościół rzymskokatolicki:

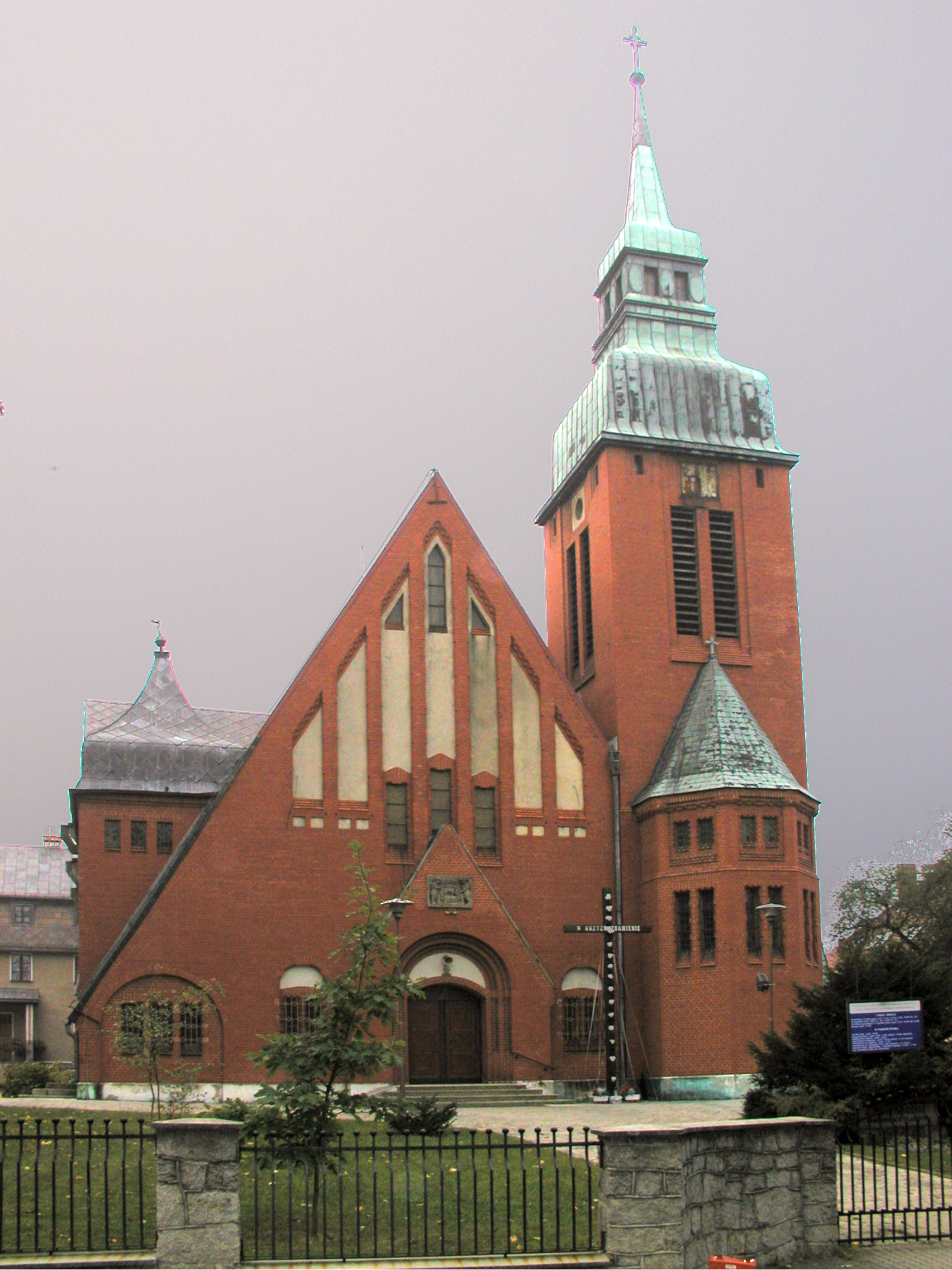
Poewangelicki kościół św. Judy Tadeusza i św. Antoniego Padewskiego

  - Parafia Najświętszego Serca Pana Jezusa w Obornikach Śląskich
  - Parafia św. Judy Tadeusza i św. Antoniego Padewskiego w Obornikach Śląskich
  - Sanktuarium św. Antoniego Padewskiego „Husiatyńskiego”[13]
- Świadkowie Jehowy, zbór Oborniki Śląskie (Sala Królestwa: Wilczyn)[14]

## Współpraca międzynarodowa
Miasta i gminy partnerskie:
- Rehau (Niemcy)
- Emden (Niemcy) – miasto szkoły zaprzyjaźnionej z LO im. K. Holteia
- Goslar (Niemcy)
- Haps (Holandia)
- Hayange (Francja)
- Botticino (Włochy)
- Husiatyn (Ukraina)

## Znane osoby związane z Obornikami Śląskimi
- Stanisław Hermanowicz
- Karol von Holtei
- Ryszard Józef Kijak
- Bronisław Komorowski
- Aleksandra Natali-Świat
- Zdzisław Nitka
- Otto Müller
- Stella Starkel-Węgrzynowska
- Lesław Węgrzynowski

## Honorowi Obywatele Obornik Śląskich
- Michael Abraham (2008 r.)[15]
- Elisabeth Bomhard (2006 r.)[16]
- Maria Gołda (2010 r.)[17]
- Brigitte Kessel (2006 r.)[16]
- Bronisław Komorowski (2008 r.)[15]
- Jadwiga Mikołajuk (2010 r.)[17]
- Aleksandra Natali-Świat (2008 r.)[15]
- Wiktor Odelski (2010 r.)[17]
- Wolfgang Polczykow (2006 r.)[16]
- Włodzimierz Staniewski (2009 r.)[16]
- Maria Rzechówka (2009 r.)[18]

## Zasłużeni dla Obornik Śląskich
- Stanisław Czech (2006 r.)[16]
- Emilia Grabowska (2009 r.)[18]
- Stanisław Kusztal (2006 r.)[16]
- Bożena Przybylska (2006 r.)[16]
- prof. Józef Ryznar (2008 r.)[15]
- Kazimierz Wróbel (2006 r.)[16]